# Rio Cârjoani
O Rio Cârjoani é um rio da Romênia, afluente do Tutova, localizado no distrito de Vaslui.